# التجمع لتنمية بوركينا فاسو
التجمع لتنمية بوركينا فاسو (بالفرنسية: Rassemblement pour le Développement du Burkina)‏ كان حزبًا سياسيًا في بوركينا فاسو بقيادة سيليستين سيدو كومباوري. 

## التاريخ
في أبريل 2005 انضم إلى اتفاقية القوى الديمقراطية إلى جانب اتفاقية الديمقراطية والاتحاد وخضر بوركينا. في الانتخابات البرلمانية لعام 2007 فاز بمقعدين من أصل 111 مقعدًا في الجمعية الوطنية. تم تقليصه إلى مقعد واحد في انتخابات عام 2012 .